# Matěj Švancer
Matěj Švancer (* 26. März 2004 in Prag, Tschechien) ist ein österreichischer Freestyle-Skier tschechischer Herkunft. Er ist auf die Park- und Pipe-Disziplinen Big Air und Slopestyle spezialisiert. Nach großen Erfolgen im Juniorenbereich, darunter eine Goldmedaille bei Olympischen Jugendspielen und zwei Juniorenweltmeistertitel, startet er ab der Saison 2021/22 für Österreich.

## Biografie

### Kindheit und Jugend
Matěj Švancer kam in der tschechischen Hauptstadt Prag zur Welt. Als Kind reiste er mit seinen Eltern zum Skifahren und für andere sportliche Aktivitäten regelmäßig nach Österreich. Als Švancer zehn Jahre alt war, ließ sich seine Familie an ihrer Lieblingsdestination Kaprun nieder. Nachdem er als alpiner Skirennläufer begonnen hatte, entschied sich Švancer während des Besuchs des Sportgymnasiums Saalfelden für einen Wechsel zum Freestyle-Skiing.
Noch vor seinem 15. Geburtstag gab Švancer am Vogel sein Europacup-Debüt und konnte mit den Rängen acht und sieben auf Anhieb punkten. Im Winter 2018/19 feierte er je einen Sieg in seinen Disziplinen Big Air und Slopestyle und belegte am Ende der Saison in beiden Gesamtwertungen den zweiten Platz. Bei den Juniorenweltmeisterschaften in Kläppen verpasste er als Big-Air-Vierter nur knapp die Medaillenränge, im Slopestyle wurde er 17. Im Rahmen der Jugend-Winterspiele von Lausanne belegte er im Slopestyle erneut Platz vier, sicherte sich aber im Big Air die Goldmedaille und feierte damit seinen ersten großen Erfolg. Ein Jahr später gewann er bei den Juniorenweltmeisterschaften in Krasnojarsk in beiden Disziplinen den Titel.

### Weltcup
Švancer gab am 3. November 2019 in Modena sein Debüt im Freestyle-Skiing-Weltcup. Nach weiteren Starts in Deštné und Stubai gelang ihm 2021 mit Rang sechs am Kreischberg sein erstes Spitzenresultat. Nach seiner Einbürgerung im März 2020 wurde der Nationenwechsel von Tschechien zu Österreich im Juni 2021 von der FIS abgesegnet und er in den Kader des Österreichischen Skiverbandes aufgenommen. Am 22. Oktober 2021 setzte er sich beim Big Air in Chur – gleich bei seinem ersten Start für Österreich – mit 99,0 Punkten gegen den Kanadier Teal Harle durch und feierte damit seinen ersten Weltcupsieg. Sechs Wochen später gewann er in Steamboat Springs auch den zweiten und letzten Big-Air-Weltcup der Saison.
Im Vorfeld als Big-Air-Favorit gehandelt, schied Švancer bei den Olympischen Spielen von Peking, nachdem er zweimal zu Sturz gekommen war, bereits in der Qualifikation aus und belegte letztlich Rang 26. Im Slopestyle wurde er Achter.
Bei den X-Games in Aspen gewann Švancer 2023 Silber im Knuckle Huck und sorgte damit für die erste X-Games-Medaille eines österreichischen Skifahrers seit Karin Huttary im Jahr 2006. Im Rahmen seiner ersten Weltmeisterschaften in Bakuriani verpasste er als Big-Air-Vierter nur knapp einen weiteren Medaillengewinn. Im Oktober 2024 gewann er in Chur erstmals seit fast drei Jahren wieder einen Weltcup in seiner Paradedisziplin Big Air. Drei Monate später holte er bei den X-Games erneut Knuckle-Huck-Silber sowie Bronze im Big Air. Im Weltcup gelang ihm wenig später in Stoneham sein erster Slopestyle-Sieg. Beim Saisonfinale in Tignes verpasste er aufgrund einer Fersenprellung die Qualifikation für den Hauptbewerb und wurde in der Big-Air-Disziplinenwertung noch vom Neuseeländer Luca Harrington überholt. Dafür gewann er erstmals die Park- & Pipe-Gesamtwertung.

## Erfolge

### Olympische Spiele
- Peking 2022: 8. Slopestyle, 26. Big Air

### Weltmeisterschaften
- Bakuriani 2023: 4. Big Air, 18. Slopestyle

### Weltcupwertungen
| Saison  | Gesamt | Gesamt | Slopestyle | Slopestyle | Big Air | Big Air | Park & Pipe | Park & Pipe |
| Saison  | Platz  | Punkte | Platz      | Punkte     | Platz   | Punkte  | Platz       | Punkte      |
| ------- | ------ | ------ | ---------- | ---------- | ------- | ------- | ----------- | ----------- |
| 2019/20 | 258.   | 1      | –          | –          | 52.     | 5       | –           | –           |
| 2020/21 | –      | –      | 34.        | 14         | 6.      | 40      | 22.         | 54          |
| 2021/22 | –      | –      | 37.        | 30         | 1.      | 200     | 7.          | 230         |
| 2022/23 | –      | –      | 14.        | 90         | 13.     | 39      | 20.         | 129         |
| 2023/24 | –      | –      | 20.        | 62         | 6.      | 135     | 11.         | 197         |
| 2024/25 | –      | –      | 7.         | 147        | 2.      | 351     | 1.          | 472         |

### Weltcupsiege
- 7 Podestplätze, davon 5 Siege:

| Datum            | Ort               | Land    | Disziplin  |
| ---------------- | ----------------- | ------- | ---------- |
| 22. Oktober 2021 | Chur              | Schweiz | Big Air    |
| 4. Dezember 2021 | Steamboat Springs | USA     | Big Air    |
| 18. Oktober 2024 | Chur              | Schweiz | Big Air    |
| 6. Februar 2025  | Aspen             | USA     | Big Air    |
| 22. Februar 2025 | Stoneham          | Kanada  | Slopestyle |

### Europacup
- Saison 2018/19: 2. Big-Air-Wertung, 2. Slopestyle-Wertung
- Saison 2019/20: 4. Big-Air-Wertung
- 4 Podestplätze, davon 3 Siege:

| Datum            | Ort       | Land       | Disziplin  |
| ---------------- | --------- | ---------- | ---------- |
| 27. Jänner 2019  | St. Anton | Österreich | Big Air    |
| 26. März 2019    | Livigno   | Italien    | Slopestyle |
| 21. Februar 2020 | Davos     | Schweiz    | Big Air    |

### Juniorenweltmeisterschaften
- Cardrona 2018: 20. Slopestyle, 26. Big Air
- Kläppen 2019: 4. Big Air, 17. Slopestyle
- Krasnojarsk 2021: 1. Big Air, 1. Slopestyle

### X-Games
- Aspen 2022: 5. Big Air, 6. Knuckle Huck
- Aspen 2023: 2. Knuckle Huck, 4. Big Air
- Aspen 2025: 2. Knuckle Huck, 3. Big Air, 10. Slopestyle

### Weitere Erfolge
- Gold bei den Olympischen Jugend-Winterspielen 2020 im Big Air
- 1 Sieg in einem FIS-Wettkampf